# 8時だョ!全員集合
『8時だョ!全員集合』（はちじだよぜんいんしゅうごう）は、1969年10月4日から1971年3月27日、および同年10月2日から1985年9月28日までの2期にわたってTBS系列で毎週土曜日の20:00 - 20:54 （JST、1972年9月までは20:56、1982年9月までは20:55）に放送されていた日本のお笑い番組・公開バラエティ番組である。全803回。
本項では、番組が終了した後のつなぎ番組である『ドリフフェスティバル・全員集合ベスト100』についても記述する。

## 概要
ザ・ドリフターズの冠番組。番組名は「全員集合」と略されたり「ドリフ」と呼ばれる場合もある。
番組はドリフによるコントが中心の前半パートと、体操あるいは合唱団などによるショートコントが中心の後半パートに分かれていた。前半パートと後半パートとの間には、ゲスト出演者による歌のコーナーがあった。
放送期間16年と、当時のバラエティ番組としては長寿作品でもあった。このうち1971年4月から9月までの半年間は、ドリフのスケジュールの都合から、ハナ肇とクレージーキャッツがメインの番組『8時だョ!出発進行』が放送されていた。
基本的には生放送であったが、事前収録の放送となる回もあった。例えば、番組がスタートしてから1か月の間は録画放送であった。また1980年代前半までは、日劇や浅草国際での舞台公演があったこと、ドリフの休暇やスケジュールの都合などから録画放送となる回があった。このほか、ドリフが『ザ・ピーナッツ さよなら公演』に顔出しするため、1975年3月26日に事前収録したものを同年4月5日に流したことがある。この回は、近畿地方におけるネット局が朝日放送から毎日放送へ移行して最初の放送回となった。このほか、後述の理由から新作の制作を中止し、傑作選を放送した回も存在する。
毎週各地の劇場・ホールで公開生放送あるいは公開録画を開催した。第1回は三鷹市公会堂からの録画放送。原則としてTBSエリア内の東京首都圏を中心とし、時には系列局の開局記念企画として札幌、仙台、福島（加藤の出身地）、新潟、静岡（いかりやが一時居住）、名古屋、桑名、金沢、倉敷、広島、福岡、宮崎といった地方での収録も実施している。1984年10月以降はTBS本社（旧社屋）Gスタジオでの公開生放送となることが多くなり、ホールからの中継放送が著しく減った。2005年10月2日の復活特番では、1994年に落成したTBS本社（新社屋）Bスタジオからの公開生放送を実施している。
随時、回り舞台を活用する大掛かりな舞台装置と、入念に練り込んだコントや、大仕掛けの屋体崩しに代表される豪快なオチなど、出演者たちの身体を張った笑いが、小学生を中心とした老若男女を問わず幅広い層の視聴者に熱狂的に受け入れられた。また、生放送にこだわったために停電・セットのトラブル・出演者の負傷などのアクシデントに見舞われた回もあった。
ゲストには、当時の売れっ子アイドルや演歌歌手などを3 - 4組ほど招いていた。回によっては三船敏郎、若山富三郎、菅原文太、加山雄三、田宮二郎などの大物俳優やスポーツ選手、TBS系の他番組からゲストが出演することもあり、しかも彼らが積極的に番組のコントに参加していた。
番組全体の平均視聴率は27.3%で、最高視聴率は1973年4月7日放送の50.5%（ビデオリサーチ調べ、関東地区にての数値）であった。この50.5%という数値は、日本のバラエティ番組史上の最高視聴率でもある。最盛期には40% - 50%の視聴率を稼ぎ、「お化け番組」「怪物番組」と呼ばれ、「土曜8時戦争」と呼ばれる視聴率競争でもほぼ無敵の存在であった。このため、この番組が全盛期を迎えていた頃は、TBSでは土曜夜のプロ野球中継が組まれることはほとんどなかった。対照的にフジテレビ系『欽ちゃんのドンとやってみよう!』『オレたちひょうきん族』などは巨人戦を中心としたプロ野球ナイター中継や特別番組などがあり、休止になる週が一年で半分以上はあった。
1970年代後半から1980年代前半にかけては、19時台前半の『まんが日本昔ばなし【第2期】』（1976年1月 - 1994年3月、毎日放送制作）、19時台後半の『お笑い頭の体操』『クイズダービー』（1976年1月 - 1990年3月）、21時台の『キイハンター』『Gメン'75』（1975年5月 - 1982年4月）や『スクール☆ウォーズ』（1984年10月 - 1985年4月）などとともに、TBSの土曜夜の黄金期を象徴する番組であった。このため、後年TBS系の番組名場面集などで取り上げられることが多い。
1978年には日本PTA全国協議会が「低俗テレビ番組を野放しにできない」として放送中止をテレビ局とスポンサーに求め、チャンネルの切り替え運動や商品の不買運動までちらつかせたが、視聴率には大して影響しなかった。

## 番組の終焉
1981年に仲本工事、志村けんの競馬のノミ行為事件の影響、その年の春から始まったフジテレビの裏番組『オレたちひょうきん族』の台頭、さらに6月27日の放送回で発生したギロチン事件の影響が重なったことにより、1982年中頃から番組人気に陰りが見え始め、1982年10月9日の放送回で視聴率を初めてひょうきん族に抜かれた。これ以降は視聴率争いに苦戦し、1983年8月13日に視聴率で初の1桁（9.2%）を喫した。以降は視聴率が10%後半くらいが平均となり、ひょうきん族と抜きつ抜かれつの視聴率争いを繰り広げるも、1984年9月に高木ブーがアキレス腱断裂により休養したため、12月まで4人ドリフとなって以降は視聴率低下に拍車がかかり、1984年に入ってからはほぼ後塵を拝した。この時期からいかりや長介は番組の企画会議に出席しないことが多くなっていた他、1985年に入るとサブタイトルに志村を前面に押し出した前半コント（「志村けんのバカ殿様」など）を放送したが奏功しなかった。
そして遂に、土曜20時台枠の抜本的な見直しにより、1985年9月28日に中断期間を含めて16年の歴史に幕を閉じた。TBSは、1985年7月19日の打ち切り発表の中で、「生放送を公開形式でやっていくことには限界があった。ナンセンスギャグもやり尽くした」ことを理由に挙げていた。
番組終了後の後年、高木や志村が「『ひょうきん族』はライバルだと思っていない」「いわゆる『土曜8時戦争』には興味がなかった」などと語っている他、裏番組であった『ひょうきん族』に出演した明石家さんまも「『ひょうきん族』が視聴率で『全員集合』を上回った時には正直うれしくなかった。『全員集合』を継続してもらいたかった」という発言を行っている（後述）。

## 番組終了後
1985年10月5日は『電リクだョ!全員集合』と称し、約2時間枠で電話リクエスト形式で過去の名場面集を放送した。そして年内いっぱいは総集編番組『ドリフフェスティバル・全員集合ベスト100』でつなぎ、1986年1月から同じくドリフの加藤茶と志村けんをメインに据えた『加トちゃんケンちゃんごきげんテレビ』が始まった。ドリフのメンバーがメインの番組は、1992年9月終了の『KATO&KENテレビバスターズ』まで続いた。
ドリフメンバーのスケジュールは木曜日から土曜日までの3日間押さえており、基本的には木曜日に次週分（9日後）のネタ作り、金曜日に翌日分の立ち稽古、土曜日がリハーサルと本番という流れとなっていた。「番組がスランプに陥っている」と言う理由で、通常のレギュラー放送を一時休止して（その間は総集編を放送）、ドリフメンバーによる「合宿」まで行ったという。このように莫大な労力を費やして制作していた番組であった上、セットや出演者への保険といった諸経費の高騰・安全性の問題・その後の様々な表現規制・芸能事務所の生放送番組に対するスタンスの変化などといった業界を取り巻く事情の大幅な変化もあり、現在ではこの様な規模の公開生放送番組を毎週1回のペースで作ることは極めて困難である。かつてドリフのマネージャーを務めたイザワオフィス元社長の井澤健も『週刊新潮』のインタビューで「時代が変わり過ぎて、現在ではもう再現不可能な要素が多過ぎる」と語っている。

## 番組の構成
番組は下記の順番で行われていた。
オープニング曲
生放送開始1分前、すなわち19時59分（午後7時59分、同8時前）の時点ではステージ上にはいかりやのみが上がっており、ドリフの残りのメンバー（初期は手前から加藤・荒井・仲本・高木、志村が正式に入った後からは加藤・仲本・高木・志村の順で縦に並んでいる。なお、荒井がドリフ脱退後にゲスト出演した際は、志村の後ろに並んでいた）は観客席の通路に待機している。20時（午後8時）丁度になると、いかりやがカメラに向かって大きく指を差しだし「8時だョ!」と掛け声をかける。それと呼応するように、観客席から観客とドリフの残りのメンバー4人が片手を拳にして上げながら「全員集合!」と返し（連動して自動的にカメラの向きが変わる）、ゲイスターズの演奏と共に4人が客席後方から舞台上に登場する（1984年10月以降はメンバー全員が舞台に上がった状態でオープニングマーチが演奏されていた）。4人は、この演奏が鳴り終わるまでに、素早くステージに上がる。同時に舞台下手側からゲストが、両脇からレギュラー出演者が登場。
その後、いかりやのちょっとしたトークを5秒程度挟み（「寒くないか?」「春休みでございますね」「いっていいか?」「さぁ元気良く」など。年内最後の放送に当たる場合は「本年最後の「全員集合」です」が挙げられる）、「行ってみよう〜!」「ゆけ〜!」「出発〜!」という掛け声にあわせて北海道の民謡「北海盆唄」の替え歌であるオープニングテーマ曲が流れ出す。「北海盆唄」の替え歌の使用は『8時だョ!出発進行』と入れ替わりで番組が再開した1971年10月2日の放送からで（この年には『ドリフ音頭 北海盆唄より』が発表されている）、番組開始当初は放送当時のドリフの新曲（『ドリフのほんとにほんとにご苦労さん』や『ズンドコ節』などの替え歌）を使っていた。振付は藤村俊二。1971年10月2日の第2期開始以降、オープニングは3コーラス（2コーラス目は当日のゲストが歌い、キーが低い。その後3コーラス目に入る前にいかりやが「ゆけ〜!」と掛け声を入れる）流していたが、1983年2月19日（第669回）の放送から2コーラスに短縮された（同時にキーも一定にされた）。そして最後はいかりやの「よろしく〜!」の叫びと共に、全出演者がお辞儀をして終わる。一時期、「よろしく〜!」の前に加藤がVTRで一言しゃべっていた時期もある。
なお大物ゲストが登場した回では、大物ゲストはオープニングの踊りには参加せずに舞台下手側で待機、そして歌が終わるとオープニングを一旦中断し、いかりやが大物ゲストを紹介してから、そのゲストが現れて舞台中央（いかりやの隣）に立ったところで、「よろしく〜!」→お辞儀となる。
放送上では、1コーラス目では手書き調ロゴによる出演者（順番はドリフ→ゲスト→レギュラー→コーラス→ゲイスターズ。回によっては、レギュラーとコーラスの間に殺陣やダンスグループ、ナレーターなどが加わる）のロールが、続いて2コーラス目ではゴシック体でスタッフロールがいずれも縦方向に流され、3コーラス冒頭で画面中央に「企画 渡辺プロダクション」と「製作著作 TBS」のクレジットが表示される。末期の頃は曲調を速くしたことや3コーラス目を省略したため、ロールを速くして1コーラスの中盤に出演者のロールを終えて、スタッフロールに移り、「企画 渡辺プロダクション」も「製作著作 TBS」も止めずに流している。
オープニングでのドリフの衣装は2種類ある。1つは複数の白い丸（後に四角形に変更）がデザインされた半纏の色違い（いかりやは若草色、加藤は赤→ピンク、荒井は青、仲本は朱色→水色（荒井脱退後）、高木は紫、志村はオレンジ（見習い時代は一般的な半纏））に黄色い襷と長股引、もう1つは市松模様の半纏に色違いの襷と帯（いかりやは黄緑、加藤は赤、仲本は黄色、高木は茶色、志村はオレンジ）と半股引で、いずれも頭に鉢巻を着用。また、ゲストは陣羽織（男性は水色、女性はピンク）、ゲイスターズは青い法被を羽織っている。
会場では、生放送が始まる十数分前から、いかりやが観客に対し何度も掛け声の練習を行わせる。2分前〜数十秒前（19時58分以降）になると、いかりやは練習にあたって観客に対し、「ゲンコツを握って大きく上へ突き上げていただきます」と案内し、それと連動して残り4人のメンバーも観客とともに観客席通路上でシュプレヒコールの練習を行い、本番開始に備える。時報までの残り時間が少なくなり、残りあと10秒を切る段階になるといかりやは「○秒前」と口ずさむ。生放送である以上、オープニング終了後、出演者全員はそれぞれの出番に間に合うように、素早く着替えや化粧替えなどを短時間で済ます。ここで一旦幕が下り、観客に対しいかりやは「只今、コマーシャルに入りました。番組ではここが一番忙しいところであります」と案内する。
なお、第2期のオープニングの歌詞は最終回まで変わらず同じものが使用され続けたが、例外として1981年2月の「ノミ行為事件」発覚から1ヶ月間、本来3番の歌詞を1番とし、3番の歌詞を異なるものに差し替えて歌われていた。
前半コント
この番組のメイン。通称「前半」。時間にして20時04分頃。大体の場合はいかりやが観客に向かって「オイッスー!」と挨拶してコントが始まる（例外的に「おはようさん」などの挨拶で始まったこともあった）。観客もこれに応えて「オイッスー!」と返し、いかりやは観客の反応に対して「元気がいいね!もういっちょ、オイッスー!」（学校の先生など善良役の場合など）または「声が小さいぞ!!オイッスー!」（悪役の場合など）と再び挨拶をする。コントの内容によって挨拶にもレパートリーがあり、母親役の時は「あ〜らみんな元気がいいわねえ〜、オイッス」と控えめな女性言葉に、泥棒や忍者になる時はいつものように観客へ挨拶させた後に「シッ、静かにしろ!!」とドスを効かせた低い声で返してオチを作る。時には挨拶をしなかった観客に対してもう一度挨拶をさせて「よくできた。みんなで拍手!」と他の観客に拍手を促すこともあった。
いかりやが舞台に入ってくる前の出囃子の演奏時には画面下に「○○（会場名）から生中継」のテロップが出る。事前録画の回では、テロップの表記が「○○から中継」に変更された。
概ね20時26分頃にオチがつくと「盆回り」が流れ、大勢のスタッフがステージに繰り出しゲストの歌1に間に合うように、30秒にも満たないといわれる短時間で素早くコントのセットや小道具類をステージ脇に撤収させる。短時間での撤収を可能にするため、大きなセットは全て可動する仕掛けになっている（建物類ではキャスターが付けられていたため、その建物類と床面との間にわずかな隙間があった）。また、廻り舞台を使用している回は大きなセットは廻り舞台に載せられており、回転することで舞台転換を行っていた。この時点で演奏席はスタンバイを完了している。
撤収作業が終わるのと前後して基本的にステージ下手側から歌手が登場し、そのままゲストの歌1に入る。
ゲストの歌1
アイドル歌手・アイドルグループ。「盆回り」が流れる3 - 5分前にはコントのセットを撤収するスタッフ共々舞台袖方向でスタンバイしている。このゲストの歌1が終わるとCMとなる。
ゲストの歌2・3
若手から中堅の実力派歌手・シンガーソングライターなど（2組）。歌謡曲・ポップスが主体だが、若手・中堅の演歌歌手が入ることもある。またゲスト歌手が3組（普段より1組少ない）の時は、キャンディーズなどの女性レギュラーが歌うことがあった。
なお、このゲストの歌1・2・3については、当日の出演者の顔ぶれや他コーナーの状況などによって順序が若干左右する。
少年少女合唱隊
1972年から始まったゲストと共に歌うコーナー。階段様のステージが設置され、パイプオルガンが奏でるジャック・アルカデルトの「アヴェ・マリア」と共にスタートし、司会役のいかりやが神父のような服装、残りの出演者が白いスモックに白いベレー帽、すなわち少年聖歌隊の様式で登場する。
この衣装に憧れたアイドル歌手も多かったという。いかりや以外のドリフのメンバーは半ズボンを穿いていた。基本型は童謡などをドリフとゲストで合唱。しかしコントでだんだん脱線していく。1976年、志村が「東村山音頭」を披露して以来、志村がトリを務めるようになった。東村山音頭に続いて、志村の「ディスコ婆ちゃん」「早口言葉」「ワンダードッグ」「ナターシャとアヤコフ」はこのコーナーより誕生した。末期（1983年2月19日）には消滅。1年7ヵ月後の1984年9月29日放送「15周年だヨ!全員集合」で1度限り復活した。
このコーナー終了後、その流れでゲストの歌3の出番が待っているゲストは、素早く白いスモックを脱ぎ、またショートコントの出番も待っているゲスト（ドリフターズは全員）は、それに間に合うように短時間で衣装替えなどを済ます。
クリスマスの時期になると、実際の少年少女合唱団と競演した回もあった。
のちに『ドリフ大爆笑』のコーナーとして復活。
なお時期によっては、このコーナーの代わりに、出演者全員がスポーツを行う「今週のスポーツコーナー」や、いかりや扮する老婆の家で、女性歌手が花嫁修業を行うコント「今週の花嫁候補」などが行われていた。
ゲストの歌4
基本的には当日のゲスト出演歌手の中で最も実績のあるベテラン格の歌手が担当。演歌・歌謡曲が主体であるほか、デビューから長く（概ね10年前後）トップクラスの実績を積んでいるアイドル歌手が入ることもある。
「ゲストの歌」のテロップは、全て「題名」と「歌手」で構成（作詞・作曲・編曲は一貫して無し）、ロゴも「手書き調」を使用するが、1970年代までは同局で年末に開催される『日本レコード大賞』に受賞・ノミネートした歌手（主にレコード大賞・歌唱賞→金賞・新人賞）が出演した時には、まず手書き調ロゴで題名だけ映し、続いてゴシック体で歌手名、更にその上にやや小さめのゴシック体で「第〇〇回日本レコード大賞〇〇賞受賞」を映す様にしていた。
ショートコント
通称「後半」、正式名称は「ベスト100」。開始当初はランキング形式の音楽コントで、メンバー全員が楽器を持って立ち、いかりやの「第○位!!」の叫びと共に音楽を始めようとするも、「集計ができてない」などの理由を付けて第100位から第2位まですっ飛ばし、第1位の曲でオチとなるが、すぐにネタが尽きて普通のコントになった。
いかりやは進行役で、コントは主にいかりや以外の4人とゲストによる（初期の頃はいかりやもコント本編に出演していた）。冒頭に、いかりやの指揮によりゲイスターズがファンファーレを演奏後、いかりやの「はい、後半参りましょう。後半出発!」で始まる。コントの変わり目には、いかりやが｢次行ってみよう｣、「次の方どうぞ」、「次参りましょう、次どうぞ」と言う。CMへ行く際には、いかりやもしくはコントの出演者がカメラに向かって「コマーシャル」と言う。
ショートコントは基本的に1回の放送につき2本、少年少女合唱隊のコーナーが廃止された末期は4本行われた。なお1970年中期までは女性レギュラーとドリフ代表1名によるラインダンス風コントが存在していた。
ショートコント終了後のセットの撤収もエンディングに間に合うように短時間で素早く行う。そのため、多くの大道具類には前半コントと同様に素早く撤収できるための仕掛けが取り付けられている。
加藤茶の『ちょっとだけよ』や仲本工事の体操コーナー、ヒゲダンス、ジャンケン決闘はこのコーナーの一部。
番組末期は中CM1が終わった後に放送され、当コーナーの後にゲストの歌2 - 4が集中して歌うか、22分コントの後にゲストの歌1・2を、ショートコント終了後にゲストの歌3・4をそれぞれ続けて歌う構成に変更されている。
エンディング
エンディングテーマは「ドリフのビバノン音頭」（デューク・エイセスの「いい湯だな」の替え歌）。中間部分にある「はぁビバノンノン」の部分は加藤がゲストの一人にマイクを振りそのゲストが歌う。生放送ゆえ番組の残り時間次第でペースが少なからず変化する。時間が押しているときは、タイムキーパーの「巻け」というサインがもの凄く速かったとのちに加藤が他の番組でエピソードを語っていた。高木は『ダウンタウンDX』の中でエンディングのペースは5パターンあったことを打ち明けている（ちなみにオープニングのペースも同様5パターン用意されていた。3コーラス：1分40秒、1分20秒 2コーラス：1分10秒、1分5秒 1コーラス：40秒など）。
テレビの画面では2コーラス目の演奏中に翌週のゲストを紹介するテロップが出る。
エンディング曲の終盤に加藤の「風邪ひくなよ」「お風呂入れよ」「頭洗えよ」「宿題やれよ」「歯磨けよ」など、主に子供たちに向けた色々な掛け声が入り、最後は「また来週!!」で番組が終了した。特に「歯磨けよ」「お風呂入れよ」は、初回から最終回まで一貫した筆頭スポンサーであるライオン（1979年12月以前は、ライオン歯磨・ライオン油脂、ライオンマコーミック）にも配慮した内容である。
「後半」の後のCM明けに放送されており、ほとんどの場合「後半」が押して途中からの放映になったが、まれに最初から見ることができた。特に内容構成が変わったりGスタジオからの放送になった末期は最初から見る機会が多くあった。時間が余っている際には、ゲイスターズによるファンファーレの演奏の後、いかりやがメンバーやゲストと軽くトークをしてから、「最後にもうひと踏ん張り、行ってみよう!」の掛け声でエンディング曲が始まっていた。また、放送素材では、番組開始数十秒前から本番終了後数分程度までCM中であってもそのまま会場内の中継映像をノーカットで収録していたため、「後半」が押して途中からの放映の場合でも実際のステージ上では最初から流れている。なおその場合であっても、歌が中途半端な部分から始まることは滅多になく、CM明け（基本的には遅くとも2番の後半入りには明けており、ここで次週の予告がテロップで出た）〜加藤の掛け声まですべて時間内に収まるように指揮者が演奏時間を計算していた。

### 進行タイム
- オープニング：20:00:00 - 20:01:00
- 前CM1、前提供、前CM2：20:01:00 - 20:03:20
- 22分コント、ゲストの歌1：20:03:20 -
- 中CM1：1分30秒
- ゲストの歌2・3、少年少女合唱隊、ゲストの歌4
- 中CM2：1分30秒
- ショートコント（ベスト100）
- 後CM：1分
- エンディング： - 20:52:35
- 後提供、後タイトル：20:52:35 - 20:53:00（終了）
- ステーションブレイク：20:53:00 - 20:54:00
- JNNフラッシュニュース：20:54:00 - 
  - 初期は56分番組であった。1972年10月7日から55分、1982年10月2日から54分に短縮。また、オープニングは1分55秒→1分40秒であったが、1983年2月からオープニングのテーマ曲を3コーラスから2コーラスにすることにより、1分に収めた（正確には1分5秒 - 1分10秒）。提供は一貫して筆頭にライオン（ただしライオン歯磨・ライオン油脂時代は1社毎の額が少ないためかクレジットとしては最後に出ていた。とはいえ合わせれば筆頭スポンサーである。現在も土8枠の筆頭スポンサー）、その他1〜2社が付いていたが時期によって変わっていた。
  - 少年少女合唱隊が廃止された1983年2月以降は、「前半コント（24分程度に拡張）→ゲストの歌1・2→中CM1→ショートコント→ゲストの歌3→中CM2→ゲストの歌4→後CM→エンディング」が基本的な流れになった。

## これまでの会場
生放送は日本各地の市民会館や大型体育館を使って行っていたが、次第に関東近辺の市民会館のみで行うようになり、末期になるとTBSのスタジオを使うようになった。
東京都
- 三鷹市公会堂
- 渋谷公会堂（136回使用）
- 文京公会堂（78回使用）
- サンケイホール
- 東京厚生年金会館
- 杉並公会堂
- 八王子市民会館
- 郵便貯金ホール
- 日本劇場
- 福生市民会館
- 日本青年館（65回使用）

埼玉県
- 埼玉会館
- 川口市民会館
- 川越市民会館（現：川越市やまぶき会館。38回使用）
- 大宮市民会館（現：さいたま市民会館おおみや。35回使用）
- 草加市文化会館
- 行田市産業文化会館（35回使用）
- 入間市市民会館（45回使用）
- 熊谷会館
- 秩父宮記念市民会館
- 新座市民会館（27回使用）
- 戸田市文化会館

千葉県
- 船橋ヘルスセンター大劇場→船橋ららぽーと劇場
- 柏市民文化会館
- 市原市市民会館（31回使用）
- 野田市文化会館（1980年7月26日 第534回）

神奈川県
- 相模原市民会館
- 平塚市民センター
- 小田原市民会館
- 藤沢市民会館
- 横須賀市民会館
- 茅ヶ崎市民文化会館
- 綾瀬市文化会館

茨城県
- 取手市民会館（31回使用）

栃木県
- 足利市民会館

群馬県
- 太田市民会館
- 桐生市産業文化会館

北海道
- 札幌市民会館
- 北海道立スポーツセンター
- 北海道厚生年金会館

宮城県
- 宮城県民会館

福島県
- 福島県文化センター
- 福島市市民会館

新潟県
- 新潟県民会館

静岡県
- 島田市民会館（旧館での収録。2013年９月閉館）
- 清水市民文化会館（後の静岡市清水文化センター。2012年閉館）

愛知県
- 中日会館
- 愛知県勤労会館
- 名古屋市民会館

三重県
- 桑名市民会館

石川県
- 石川厚生年金会館

岡山県
- 倉敷市民会館

広島県
- 東洋工業（現：マツダ）体育館

福岡県
- 九電記念体育館
- 久留米市民会館
- 八幡市民会館

宮崎県
- 宮崎市民会館

TBS局内スタジオ
- 旧社屋Gスタジオ
- 旧社屋Hスタジオ
- 旧社屋Fスタジオ

## 番組発の流行
本番組からは、当時の小学生に影響を与えたギャグが誕生した。幾つかの代表的なものを記す。

### 流行語（出演者別）
CMや別番組からのコピーを除く。
- いかりや長介
  - オィッスー!
  - いってみよー!
  - さあ後半まいりましょう、後半しゅっぱ〜つ!（番組後半のコント開始時の決まり文句で後半開始時には自ら指揮を執っていた）
  - 番号!（加藤：1! 高木：4!）出発!!（後述の志村・仲本のノミ行為で「三人ドリフ」時に「探検コント」の隊長に扮したいかりやのギャグ）
- 荒井注
  - なんだバカヤロー
  - This is a pen!
- 加藤茶
  - 1、2、3、4、やったぜカトちゃん!!
  - くるりと回ってうんこチンチン
  - いっかりやに、怒られた（または、「いかりやさんに怒られた」）
  - ちょっとだけよ〜。あんたも好きねぇ〜（この言葉は当時PTAの槍玉に挙げられた。また伴奏曲の「タブー」（ペレス・プラード楽団風のアレンジ）は、当時はストリップ劇場のBGMとして広く親しまれていた。いかりや長介も1973年9月15日放送回の病院のコントで1度だけ行ったことがあったが、直後仲本に蹴飛ばされてオチとなっている）
  - どうもスンずれいしますた
  - 風呂入れよ!
  - 痛いの痛いの飛んでけ〜
  - いや〜まいった!まいった!（仲本とのペア。志村時代にはほとんど使われなかった）
  - 母ちゃん、いっぽんつけろや（「母ちゃんコント」の最中、子供の役で登場しつつこれを言う）
  - タバコ シル!（といいながら、シャツをまくる）
  - 平賀整形外科!（いかりやを指して）
  - やはり人形は顔が命です。吉徳大光作ブス人形!!（いかりやを指して）
  - 5秒前、4、3、2、1、デーン（変な顔をする。ノミ行為で志村・仲本が謹慎となったいわゆる「三人ドリフ」時に、いかりやが苦し紛れに編み出したもの。舞台の左端でやったら再度右端で、といった感じに使用された）
- 志村けん
  - お前、それはないだろ〜!（上の立場にいて横暴の限りを尽くすいかりやに対して、報復手段として小馬鹿にした態度で「ため口」を叩く、というのが基本パターンだった。ちょうど「東村山音頭」のブレイクと時期的にリンクしており、言い回しはモノマネで登場する橋幸夫のようであった）
  - ちょっとちょっと!いかりやさん! おい!いかりや! おじさん!! マラリヤさん!! ギモール!!（上記と同じパターン。最後のギモールは、当時いかりやが実際に使用していたふりかけタイプの頭髪用化粧品）
  - カラスなぜ泣くの カラスの勝手でしょ（童謡「七つの子」の替え歌フレーズ。このフレーズも当時PTAの槍玉に上がった）
  - おこっちゃヤーヨ!（相手、特にいかりやを怒らせた時に取る、肘を前にして腕を突き出すポーズ。「アイーン!（実際にそうしたギャグは存在しなかった）」の原型はこれと下記のものに、ドリフ大爆笑でも加藤と志村がやっていた「ニン」とのポーズとを合成したものである）。
  - なんだ!（あんだ!）バカヤロー!!（荒井注のギャグにアントニオ猪木のフレーズを織り交ぜて、志村なりにアレンジしたもの。下あごを突き出すのもここから派生した。上記とともに「アイーン!」の原型）
  - 最初はグー（仲本とのじゃんけん決闘。「最初はグー、いかりや長介（チョキ）、頭はパー」などと発展。これ以後じゃんけんの掛け声の前に「最初はグー」が付くようになった。志村が大人数で酒を飲んでいた際、酔ってなかなか手が揃わないことから思いついたという。このギャグがきっかけで現在では日本中に認知され、一般的に用いられている）
  - ア〜ミ〜マ〜、ユ〜ヤ〜ユ〜、ミズヒムヒ〜、シ〜ホ〜ヒ〜（「I, My, Me」「You, Your, You」などのデタラメな用法。学校コントより発生。この言葉は、子供がデタラメな英語の用法を覚えるということで、当時PTAの槍玉に挙げられた。また後に『飛べ!孫悟空』でも使用された）
- 仲本工事
  - はいポーズ!
- 観客（公開生放送が売りのこの番組にとって観客も重要な者の一人である）
  - 志村!後ろ!後ろ〜!!（志村が一人になったときに後ろからお化けなどが出てきて志村が気づいていない時に観客が叫ぶ。この「後ろ〜!後ろ〜!」は、実際のギャグの間の取り方にも使用。このことは、いかりや自身の著作である「だめだこりゃ」に書かれている）

いかりやの「だめだこりゃ」、「次いってみよう」はフジテレビ『ドリフ大爆笑』から、加藤の「加トちゃんペッ!」は日本テレビ『ホイホイミュージックスクール』から、志村の「キントキント〜」はドリフターズ出演の人形劇であるTBS系の『飛べ!孫悟空』からそれぞれ生まれた流行語である。仲本の「コ・マ・オ・ク・リ・モ・デ・キ・マ・ス・ヨ」は松下電器産業（現：パナソニック）のホームビデオ「マックロード」のCM、加藤と志村の「もう酒」「やめますか?やめられない?」はロート製薬の「パンシロン液」（正式にはパンシロン胃腸内服液）のCMでのギャグだが、『全員集合』のコントでも披露されたことがあった。

### 流行ギャグ（出演者別）
- いかりや長介
  - メガホンどつき
  - ダメだこりゃ
- 荒井注
  - いじわるじいさん
  - This is a pen
  - 先生と同級生の落第し続けた小学生
- 加藤茶
  - ちょっとだけよ（ストリップ）
  - ドジなおまわりさん
  - はげづらおやじ（加藤茶太郎）
  - オエ〜ッ
  - ヘーックション!!（くしゃみ）[注釈 17]
  - 5、4、3、2、1、デーン（寄り目）
  - ヒゲダンス（志村とのペア）
  - 歌舞伎役者
  - カトちゃん、ペッ!
- 志村けん
  - 東村山音頭（♪東村山〜。の歌いだしから始まる）
  - 白鳥（東村山音頭内の「一丁目」の衣装）
  - 勝手にシンドバッド（沢田研二の「勝手にしやがれ」とピンク・レディーの「渚のシンドバッド」の振り付けをミックスしたギャグ。サザンオールスターズの同名曲のタイトルの元ネタになっている）
  - ヒゲダンス（加藤とのペア）
  - ホンダの乗用車シティのコマーシャルで出演者がオープニングで演じたムカデダンス（加藤とのペア。ムカデ行進の後、扇のポーズを模したあと、横っ飛びでコケる所のみオリジナルの振り付け）
  - ディスコばあちゃん
  - バカ殿様（後にフジテレビにて独立した番組となる）
  - ジャンケン決闘（仲本とのペア）
  - 宮崎美子のミノルタ（現：コニカミノルタ）のCMの物まね（当時流行したCMのコピー）
  - スイカの早食い（ただし、観客から見えない部分はくりぬいてある）
- 仲本工事
  - 体操（ハイポーズ）
  - ジャンケン決闘（志村とのペア）
- 高木ブー
  - ピップエレキバン（当時流行したCMのコピー）
- すわしんじ（後のすわ親治）
  - ブルース・リー
  - 鏡に映った志村けん（沢田研二がゲストの時は沢田がやることもある）
  - 奇声
- 桜田淳子
  - 夫婦コント（私ってダメな女ね）
- 研ナオコ
  - 夫婦コント（生卵、赤マムシ）
- 小柳ルミ子
  - 浮気コント（志村との二人羽織）

### 名物キャラクター
- ジャンボマックス
- 仮面ライダーストロンガー（関西地区のネット局が変更されてから登場。当時MBS制作でTBS系で放送されていた）
- カラス
- 舞台を走って横切る全裸の男の子、バスタオルを巻いた若い女性
- 猫やポニーやラクダ（仲間外れにされた志村が一人で歌を歌うとそれにちなんだ本物の動物が舞台を横切る）
- エリマキトカゲ（三菱自動車のミラージュCMアニマル）

### 名物小道具
金ダライ
「金ダライといえばドリフ」とも言うべき定番小道具である。まず最初にヤカンやボウルが落下してきて、その後に金ダライ、というのがパターン。多くは仕掛けやスタッフによる落下が常だが、ドリフメンバーが他のメンバー（主にいかりや）にめがけて落下させることもある。金ダライは他のコメディ系バラエティ番組にも波及し、ドリフメンバーによる『加トちゃんケンちゃんごきげんテレビ』や『志村けんのバカ殿様』はもとより、他のコントグループ、番組でも「ネタに困ったら金ダライ」というような使われ方が、現在もなおしばしば見受けられる。
天板が外れる机
学校コントや会社コントでズッコケの時の効果が出るように、いかりやの机の片側が軸になり、天板の手前側を強く押すと反対側が跳ね上がるようになっていた。いかりやがずっこけると顔面を机の天板が直撃する。なお、顔面直撃の際にいい音が出るように材質はトタンを用い、また、リハーサルで用いたものはそのまま使わずに本番前に新しいものに付け替えていた。
メガホン
いかりやがツッコミに使う小道具。忍者やコンバットコントなどでツッコミを入れる時にメガホンで相手の頭を叩く。本来の拡声器として使われることは少ないが、その場合は遠く広く声を飛ばすのではなく、メンバーの耳元で怒鳴ることが多い。また、それをやる・やられるのは加藤・志村が多い。
鈍器
鈍器ではあるがハンマーやバールの類ではない（ただし、金槌は使われたこともあった）。一斗缶や海苔缶のフタなど、視覚的、聴覚的に派手なものが使われる。志村や加藤のオーバーリアクションが特に一般に受けた。一方、いかりやは（特に志村に）全力で殴られるため、本番中に痛がっていたこともある。変形し衝撃を吸収しやすい素材であるため、打撃力はそれほど大きくないが、「子供が真似をしたらどうするのか」と前述の金ダライ共々槍玉に挙げられた。なお、一斗缶は叩かれた際、痛くないようにするためと音が強く響くようにするために上蓋を1枚まるごとくり抜いて外してある。しかし、志村はあえて一斗缶の角でいかりやに殴りかかることもあった。

## スタッフ
- 作・構成：田村隆、塚田茂、前川宏司、奥山侊伸、佐々木史朗、福地美穂子、大倉徹也、松原雅彦、堀英伸、かとうまなぶ、石川雄一郎、松岡孝、鈴木哲、宮田和実、下山啓、栽松美晴、原すすむ、前田昌平、前岡晋、小川美篤、柊達雄、高田文夫 ほか
- 音楽：たかしまあきひこ/山本直純、青山勇
- 振付：一の宮はじめ、三浦秀一
- 技術：市川英夫、佐藤満、村上敦彦、大野健三、橋本英一
- TD：三島木好光、太田博、木村敦彦、日野治隆、大野健三、椙浦正明、斉藤清一、倉松賢三、遠藤和夫、小林稔雄
- カラー調整：新田隆、中島章、小林忠雄、斉藤清一、白取靖弘、山田茂、佐藤満、佐藤利弘、西沢正捷、岩永義輝、山中正弘
- 映像：平沢一夫、椙浦正明、田名部誠一、佐藤満、鈴木克彦、遠藤和夫、佐藤秀樹、村上敦彦、小林稔雄、梶一郎、浜田泰生、三島木好光
- 音声：大野信弘、秋吉隆伸、椎木洋次、古川守、山岡三郎、飯島雅宏、丸山勝、浜田毅、和田英雄、山田紀夫、山下泰弘
- 照明：吉田武志、橋本英一、和気文雄、松村劦、小島久明
- 音響効果：飯田寿雄、若林宏夫、鈴木敏夫、大鐘信厳、平田研吉、荒井忠利
- 美術製作：西川光三
- 美術デザイン：山田満郎（第1 - 765回）、浦上憲司（第766回 - 最終回）
- 演出：中村寿雄、井原利一、副島恒次、峰岸進、西川章、服部晴治、豊原隆太郎、平山賢一、赤地偉史、中畑義昭、保坂奉正、東修、高柳等、久世光彦、西内綱一、深尾隆一、水留章、加藤嘉一、難波一弘
- 演出→プロデューサー：古谷昭綱、森本仁郎、塩川和則、髙橋利明[注釈 18]（1982年9月4日 - 1985年9月28日）
- プロデューサー→制作：居作昌果 （1969年10月4日 - 1982年8月28日）
- 企画：渡辺プロダクション[注釈 19]
- 製作著作：TBS

## 演奏台の背景デザイン
岡本章生（1972年までは森剛康）とゲイスターズのいる演奏台（バンドステージ）と背景のデザインは年代により変わっている。
- 初代デザイン：ひげ柄をモチーフにしたデザイン。背景の頭上に当時のスポンサーである「日立」、「ライオン歯磨、油脂」の看板が掲げられていた。1969年 - 1971年前半。
- 2代目デザイン：丸の形をいくつか重ねたような七宝文のデザイン。9代目と同じデザインだが、2代目が七宝文のサイズが大きく、円弧部分に色が付いている。1971年後半 - 1972年前半。
- 3代目デザイン：左右対称の三角形の斜辺部分を湾曲したデザイン。1972年前半 - 1972年後半。
- 4代目デザイン：丸や楕円形をモチーフにしたもの。1972年後半 - 1973年前半。
- 5代目デザイン：枠の中に丸をモチーフにしたもの。1972年後半 - 1975年7月（廻り舞台のない週に設置されていたが、廻り舞台のある週でも設置されていたことがある）。
- 6代目デザイン：三角をモチーフにしたもの。1973前半 - 1975年7月（廻り舞台のない週に設置されていた。また週によっては、前代の5代目のデザインと併用して使われることも多かった）。
  - 初代から6代目デザインの演奏台は基本は橙色だが、6代目デザインの演奏台や7代目デザインの演奏台もあった。
- 7代目デザイン：三角をダイヤモンドの様にモチーフにしたデザイン。1973年後半 - 1975年7月（廻り舞台のある週、演奏台は常時同じデザインに固定されている）。
- 8代目デザイン：左右対称の三角をモチーフにしたデザイン。1974年前半 - 1975年7月（廻り舞台のない週に設置されていたが、廻り舞台のある週でも設置されたことがある。演奏台は7代目デザイン）。
- 9代目デザイン：丸の形をいくつか重ねたような、"七宝文"をモチーフにしたデザイン。廻り舞台のある週とない週とでは、配色が異なる。1975年8月の「夏休み傑作特集」期間明けとなる1975年9月 - 1985年の最終回，2005年10月2日の「復活特番」（常時、同じデザインに固定。1回だけ正月の絵画が掲げられていた）。
  - 番組の背景デザインとしては最も長い10年間も使用され、番組の象徴を表す最も知られているデザインである。番組DVDのディスク表面、ジャケットおよびあらすじが書かれている「コントファイル」も一部この背景デザインが使われている。なお、初期のバンド席（ボックス）には「TBS」（旧ロゴ<1991年9月までのもの>）が入っていた（これは『TBS歌のグランプリ』でも同様である）。のちにゲイスターズオリジナルのものを使用するようになった。
  - 全国の様々な会場で生放送を行ったため、会場の規模によって、2種類の大きさのもの（横幅の狭いもの・広い物）が使い分けられていた。
- 1975年4月26日の倉敷市民会館と、1976年3月6日の新潟県民会館からの生放送では、バンド席（ボックス）ではゲイスターズオリジナルのものでなく、それぞれ山陽放送の略称である「RSK」ロゴ・新潟放送の略称である「BSN」ロゴ（1992年3月まで使われていた1世代前ロゴ）と、各放送局のロゴが入っていたものを使用していた。
- 廻り舞台のある週の背景デザインの種類は以下のようなものである。
  - 上下で2分割されており、舞台の回転によってバンド席が現れた後に上半分のデザインが会場の美術バトンにより降ろされ上下一体化するようになっているもの。
  - 舞台の回転によってバンド席が現れた後にアクリル板の背景デザインが幕あるいは白カーテンとともに美術バトンにより降ろされるもの。6代目、8代目、9代目で使われた。回によっては幕やカーテン、背景はバトンで降ろされるのではなく、廻り舞台に直接設置されていたこともある。
- バンド席の配置も会場により異なり、横1列（ほとんどが9代目デザイン以降）の場合や上下2段、TBS・Gスタジオでの収録では3段配置となっている。ただし、1985年9月21日放送分（第802回）のみオーケストラコントを行った関係上、Gスタジオでも横1列の配置が見られた。

## 出演者

### レギュラー
- ザ・ドリフターズ
  - いかりや長介（没後のため復活特番には出演せず）
  - 高木ブー
  - 荒井注（ - 1974年3月30日、その後4回ゲスト出演）
  - 仲本工事
  - 加藤茶
  - 志村けん（1973年12月8日 - 1974年3月30日、ドリフ見習い。1974年4月6日より正メンバー）
  - すわしんじ（見習い[注釈 20]）

なお、上記7人の中で803回全ての回に出演したのはいかりやのみである[注釈 21]。
  - ドリフターズのボーヤ3人（すわ+2人、OPEDのみ、1977年 - ）
- ゴールデン・ハーフ（1971年10月2日 - 1973年3月31日）
  - エバ
  - マリア（森マリア）
  - ルナ
  - ユミ
- キャンディーズ（1973年4月7日 - 1977年9月24日、以降不定期に1978年3月4日まで）
- アパッチ（1977年 - 1980年）
  - ミッチー
  - アコ
  - ヤッチン
- トライアングル（当初は「キャンディーズJr」）（1977年10月1日 - 1981年1月31日）
  - 小森みちこ
  - 上野真由美
  - 大塚邦子
- 藤本あき（トライアングル時代は「加藤アキ」名義）（1979年7月7日 - 1985年9月28日）（ゴールデンハーフやキャンディーズ同様前半コントにも出るなど別格の扱い）
- ザ・チェリーズ（1980年）
  - 渡辺美佐子
  - 古俣かおる
  - 鈴木由美
- イザワレディ（1980年 - 1981年）
  - 川井理恵
  - 杉本まり子
  - 大窪乙恵
- 福原緑（1981年 - 1982年）
- キャロット-4（1982年 - 1983年）
- キャプテン（1983年 - 1984年）
- ベリーズ（1984年4月頃 - 1985年9月28日）

#### 殺陣
- 車邦秀
- 國井正廣
- 若駒冒険グループ

#### コーラス
- パピーズ
- コールアカシア
- ライトエコーズ

#### 演奏
- 高橋達也と東京ユニオン（第1回・第640回）
- ニューシャープオーケストラ（第2回 - 第4回）
- 森剛康とゲイスターズ（第5回 - 1973年）
- 岡本章生とゲイスターズ（1973年 - 最終回）

### ゲスト出演者
16年間の最多ゲスト出演は小柳ルミ子だった。『サインはV』の立木大和バレー部メンバー、三船敏郎、若山富三郎、菅原文太、加山雄三、田宮二郎といった特別ゲストもしばしば登場した。

#### 男性
- 西城秀樹（73回出演）
- 沢田研二（68回出演）
- 郷ひろみ（63回出演）
- 布施明（第1回以降56回出演）
- あいざき進也
- ACTION
- 麻見和也
- 阿部敏郎
- イーグルス
- 五木ひろし
- 井上順
- 植木等
- 内山田洋とクール・ファイブ
- M・BAND
- エマニエル坊や
- 大瀬康一
- 尾形大作
- 沖田浩之
- レイジー
- ガッツ石松
- 桂三枝
- 角川博
- 加納竜
- 加山雄三
- 狩人
- 岸部シロー
- 北島三郎
- 吉川晃司
- 喜納昌吉とチャンプルーズ
- 草川祐馬
- 黒沢年男
- 近藤真彦
- 西郷輝彦
- 堺正章
- 坂本九
- THE GOOD-BYE
- サザンオールスターズ
- ザ・スパイダース
- SALLY
- シャカタク
- ジャッカル
- シブがき隊（本木雅弘・布川敏和・薬丸裕英）
- 渋谷哲平
- 嶋大輔
- 清水健太郎
- 清水宏次朗
- 少年隊（錦織一清・植草克秀・東山紀之）
- 白木みのる
- せんだみつお
- ダウン・タウン・ブギウギ・バンド
- 太川陽介
- 竹本孝之
- 田辺靖雄
- 谷啓
- 田原俊彦
- Char
- 塚田三喜夫
- 月亭可朝
- 堤大二郎
- 敏いとうとハッピー&ブルー
- とし太郎&リバーサイド
- 殿さまキングス
- 豊川誕
- 中井貴一
- 中条きよし
- 中村繁之
- ニーナ
- 新沼謙治
- にしきのあきら
- ニック・ヘイワード
- ニック・ニューサ
- 新田純一
- 野口五郎
- 橋幸夫
- 平尾昌晃
- ハナ肇とクレージーキャッツ
- バブルガム・ブラザーズ
- ひかる一平
- 尾藤イサオ[注釈 23]
- ピーター[注釈 24]
- フィンガー5
- フォーリーブス
- 藤村俊二
- 舟木一夫
- ブルーコメッツ
- BORO
- 細川たかし
- 本郷直樹
- 本田恭章
- ポップコーン
- 前川清
- 前田武彦
- 松崎しげる
- 美川憲一
- 三田明
- ミッキー岡野
- 皆川おさむ
- 宮田康夫
- 三好鉄生
- 村木賢吉
- 目黒祐樹
- メッツ
- 森進一
- 森田健作
- 矢追幸宏
- 矢吹薫
- 山川豊
- 湯原昌幸
- 吉幾三
- ラッツ&スター
- リフラフ
- レイジー
- ワム!
- 梶原一騎[注釈 25]
- 中西太[注釈 25]
- 浪越徳治郎[注釈 25]
- 藤原弘達[注釈 25]
- 天本英世[注釈 26]
- 伊東四朗[注釈 26]
- 大前均[注釈 26]
- 倉田保昭[注釈 26]
- 小林稔侍[注釈 26]
- 桜木健一[注釈 26]
- サンダー杉山[注釈 26]
- 菅原文太[注釈 26]
- 田宮二郎[注釈 26]
- 丹波哲郎[注釈 26]
- 千葉真一[注釈 26]
- トビー門口[注釈 26]
- 沼田義明[注釈 26]
- 二見忠男[注釈 26]
- 三船敏郎[注釈 26]
- 山田康雄[注釈 26]
- ヤン・スエ[注釈 26]
- ラッシャー木村[注釈 26]
- レネ・バリエントス[注釈 26]
- 若山富三郎[注釈 26]
- 輪島功一[注釈 26]

#### 女性
- 小柳ルミ子（95回出演）
- 由紀さおり（60回出演）
- 和田アキ子（54回出演）
- 高田みづえ（48回出演）
- いしだあゆみ（47回出演）
- 佐良直美（46回出演）
- 藍美代子
- あきいずみ
- 秋野暢子
- 秋ひとみ
- アグネス・チャン
- アグネス・ラム
- 麻丘めぐみ
- 朝丘雪路
- 浅香唯
- 浅田美代子
- 浅野ゆう子
- 麻生真美子&キャプテン
- 梓みちよ
- 天地真理
- あみん
- 安西マリア
- アン・ルイス
- 石川さゆり
- 石川秀美
- 石川ひとみ
- 石川優子
- 石野真子
- 石野陽子
- 市原悦子
- 伊藤咲子
- 伊藤つかさ
- 伊藤麻衣子
- 井森美幸
- 岩井小百合
- 岩城徳栄
- 岩崎宏美
- 岩崎良美
- 宇沙美ゆかり
- 欧陽菲菲
- 大沢逸美
- 大滝裕子
- 太田貴子
- 太田裕美
- 大西結花
- 大場久美子
- 岡田有希子
- 岡村有希子
- 小川知子
- 荻野目洋子
- オレンジシスターズ
- 柏原芳恵
- 河合奈保子
- 河合夕子
- 鹿取洋子
- 川中美幸
- 樹木希林
- 菊池桃子
- 菊地陽子
- 岸本加世子
- 木の実ナナ
- 工藤夕貴
- 倉沢淳美
- 倉田まり子
- 倉橋ルイ子
- 桑田靖子
- 研ナオコ
- 小泉今日子
- 小林麻美
- 小林幸子
- 小山ルミ
- サーカス
- 坂上とし恵
- 榊原郁恵
- 桜たまこ
- 桜田淳子
- 佐野量子
- ザ・ピーナッツ（伊藤エミ・ユミ）
- ザ・リリーズ（燕奈緒美・真由美）
- 篠塚満由美
- ジャガー横田
- 少女隊
- 新藤恵美
- セイントフォー
- 高橋真美
- 高橋美枝
- 武田久美子
- 竹下景子
- 田中久美
- タンゴ・ヨーロッパ
- ちあきなおみ
- テレサ・テン
- 天馬ルミ子
- 戸田恵子
- ドリス・ディー&ピンズ
- 中尾ミエ
- 中原めいこ
- 中村あゆみ
- 中森明菜
- 中山美穂
- 渚まゆみ
- 夏木マリ
- 長山洋子
- 西川峰子
- 能瀬慶子
- 畑中葉子
- パティ
- 花井その子
- 林紀恵
- 林寛子
- 原田知世
- 原真祐美
- 早見優
- ヒーロー・キャリー
- 日髙のり子（現:声優）
- 日野美歌
- ピンク・レディー（未唯mie・増田恵子）
- 藤圭子
- 風吹ジュン
- ポピーズ
- 堀ちえみ
- 堀江しのぶ
- 本田美奈子
- マギーミネンコ
- 松居直美
- 松尾久美子
- 松田聖子
- マッハ文朱
- 松任谷由実
- 松村和子
- 松本伊代
- 松本ちえこ
- 松本典子
- 黛ジュン
- 三木聖子
- 水野きみこ
- 三田寛子
- 南沙織
- 南翔子
- ミミ（ミミ萩原）
- 都はるみ
- 宮崎美子
- 森尾由美
- 森昌子
- 森山良子
- 薬師丸ひろ子
- 八代亜紀
- 矢野由美
- 山口百恵
- 山口由佳乃
- 山本リンダ
- 由美かおる
- 芳本美代子
- リンリン・ランラン
- レベッカ
- 若林加奈
- 渡辺桂子
- 渡辺めぐみ
- わらべ
- 野際陽子[注釈 26]
- 大川栄子[注釈 26]

## 番組にまつわるエピソード
- 当初企画段階で、TBS社内外から「ドリフよりも世間に名の知れているクレージー（ハナ肇とクレージーキャッツ）を使った方がいいのでは」という声があった。
- 番組初期には、ミゼットレスラーのコーナーもあったが、すぐに消滅した。理由は不明だが、ミゼットレスラーを笑いのネタにすることによって差別やいじめを助長するという批判により、打ち切られたという記述の文献がある[13][注釈 27]。
- この番組が放送されている時期のTBSの4月や10月の番組再編成の時期に放送される特別番組は『4（10）月だョ!全員集合』（2時間番組で火曜日夜に放送、土曜日昼にも再放送された局もある）と題され、ザ・ドリフターズが進行役として出演していた。番組後半の「少年少女合唱隊」は出演者全員が参加し、非常に好評だった（早口言葉もやったことがあった）。また、特番（末期）の中で史上最大のドミノ倒しが行われる時は、ドミノの最初の牌を倒すのは必ずいかりやだった。
- 1980年代の1インチVTRが登場するまで、生放送の同時録画は2インチVTRが使われていたが、当時はテープが高価（60分あたりの当時の単価は10万円）だったために他の番組ではほとんどが消去される中、この番組は第2期開始の1971年10月放送分以降1985年9月の最終回までほぼすべての回がVTRテープに記録され保存されている（TBSのバラエティー番組の中では2インチVTRで最も多く残されているとされている）。これが後のリクエスト特集などの特別番組やDVD化に活用された。ただしDVD版の収録に選ばれたコントは、ステレオ放送化された1982年以降のものが比較的多く選ばれている。横浜市の放送ライブラリーには、1978年3月4日放送の第412回と1984年9月29日放送のスペシャル版「15周年だョ!全員集合」が保存されている。70年代後半までは歌番組の映像もほとんど残されていないため、ゲストの歌のコーナーの映像が貴重なライブラリーとなっており特番などで利用されることも多い。歌手によっては本番組出演時の映像しか当時の歌唱映像が残されていない歌も多い。
  - 特別番組放送時とDVD化された作品の一部にはボカシの映像処理により一部の表示テロップを伏せている部分がある。これは放送素材のVTRテープ（主に1970年代前半のもの）にCMテロップ（当時は番組本編中、画面下に商品名や企業名のテロップを数秒表示することも珍しくなかった）や提供クレジット（開始初期は前半・後半に分けていたが、後に1つの枠に統一された）・その週の中継会場の名称テロップがそのまま入っていたためである。なお、CMテロップは志村加入と相前後して廃止された。
- 撮影コントで志村が松居直美に突っ込みをいれた際に松居の歯が瓶に当たって前歯が欠けるというハプニングがあったが、このハプニングの後、志村と番組のスタッフが松居に謝罪したことを松居本人が語っている。
- いかりやが後にインタビューで「決して子ども向けの番組にしたつもりはない」と述べている通り、加藤のストリップを題材にしたギャグや人形の首をちょん切るギャグ、小型のギロチンを使うシーン（実際に切ったのはスイカ）などがあり、他にもシュールなネタや下ネタが所々で含まれるなど、後世に言われるほどファミリー層向けの内容ではない。
- 生放送であった故に、楽屋オチは一切禁止されていた。加藤がアドリブで楽屋オチを行った際にはなべおさみを通して渡辺晋直々に加藤が叱責を受けた。ただし、これは番組前期のことであり、後期はドリフが渡辺プロから離れた影響もあり、楽屋ネタがアドリブでよく出てきていた。
- 1985年9月28日の最終回で放送された前半コントは「母ちゃんコント」であった。高木は最終回の前半コントについて「いかりやに竹ぼうきでつつかれた感触は今でも覚えている」「天井から落ちてきた金ダライを頭で受けるのも、この番組では最後なんだと思うとなんか切ない痛さだった」と語っている[14]。
- 裏番組『オレたちひょうきん族』のメインキャストであったビートたけしは、この番組を「今見ても面白い」「それは完璧に計算して稽古して作り上げたものだからだ」と高く評価している。一方で自身が担当した『ひょうきん族』については「今になって『ひょうきん族』を見ても面白くも何ともない」「古臭くて笑えるもんじゃない」とし、『ひょうきん族』で行った楽屋話的な笑いを「芸の笑いとは別のもの」と述べている[15]。
- 学校コントは基本的に机と椅子があればネタができるため製作費がほとんどかからないコントだった、このため、大掛かりなセットを組んで予算がオーバーした翌週などに、予算調整目的で学校コントをすることがよくあったとのこと[16]。
- 仲本によると、「『全員集合』における一番の敵は『ひょうきん族』などの裏番組じゃなく、体調不良だった」という。これは何日もかけて打ち合わせ・稽古をして作られる同番組において、1人でも体を壊して休んでしまうとコント内容の変更などが大変なためとのこと。このため、メンバー全員ちょっとでも体に異変を感じたらすぐに病院に行き、体調管理だけは徹底していたという[16]。
- 『全員集合』の放送期間は、生放送を終えてもメンバー同士で飲みに行くことはしなかった。これは、仲が悪いわけではなく当時ハードスケジュールで少しでも体を休めたいとの考えや個々のプライベートを大切にしたいとの考えによるものだった。仲本は後年、「毎週本番が終了したら、メンバーは即解散してそれぞれ散って行った。当時はお互いに仕事終わりにどこでどう過ごしているかなんて一切知らなかった。敢えて私生活に干渉しなかったからこそ、長年『全員集合』を続けることができたんです」と語っている[16]。
- 仲本は後年、「『全員集合』が成功したのは元々僕らがバンドマンだったことが大きかった」としている。「それまでバンドとしてステージで生演奏していたから、『全員集合』みたいな生放送に向いていた。本番中にちょっとしたハプニングなどで急に間が空いても自分たちで繋げる臨機応変さもあった」と語っている。また、「ドリフの強みはリズム感。例えば誰かが“ボケ”を言った途端、他のメンバーが一斉にずっこけるのは音楽のリズムと同じ。一連の流れはある種の“踊り”みたいなものです」と評している[16]。
- 前述のように当番組は低俗番組とレッテルを貼られていたが、その原因の1つにパイ投げなど食べ物を粗末にする行為があった。しかし、プロデューサーの居作は著書（『8時だョ!全員集合伝説』）でドラマ（例えば同じTBSで放送されていた「寺内貫太郎一家」では頑固おやじ演じる小林亜星がほぼ毎回ちゃぶ台をひっくり返していた）なら食べ物を粗末にするのは許されるのになぜお笑いでクレームが来るのか疑問を投げかけていた。
- 1981年6月27日に発生した「ギロチン事件」ではTBSに抗議電話が殺到し、TBSにあるすべての電話がパンクした。これに関して、プロデューサーの古谷昭綱は朝日新聞の当時の取材に対して「いつも不思議なのは、『残酷だ』と親はいってくるが、実際に子どもから電話なり、投書があったことはない」「子どもは、冗談は冗談だとわかってますよ」とコメントした他、居作はギロチンコント自体について、同年にフランスにおける死刑廃止を公約に掲げたフランソワ・ミッテランがフランス大統領に就任したのをを機に死刑についての議論があり、それを受けてギロチンコントを行ったことを明かしている。さらに居作は著書（『8時だョ!全員集合伝説』）で「ギロチン事件」自体にも言及し、「残酷だと叱られるのはいい。だが、残酷なのは死刑であって、日本における死刑制度そのものに、正義の味方たちには、少年探偵団ごっこをしないで真剣に論議をして欲しかった」「残酷だ、人の命を軽んじていると思うのなら、ただ報じるだけではなく、死刑の是非について取り組むべきではないのだろうか」と述べている[2]。当時TBSの番組宣伝部に勤務していた人物は「首が切れたときに花が咲くとかの演出があれば、ひとつ救いがあったらよかったのでは」と述べている[17]。
- 構成を担当していた田村隆は、1982年以降に視聴率が落ち込んだ要因として、生放送故に『ひょうきん族』を分析できなかったことを挙げた。さらに田村は放送当時「少年少女合唱隊」と同じ時間帯に放送していた「タケちゃんマン」に登場した「ブラックデビル」を全く知らないなど[注釈 28]、『ひょうきん族』を意識できなかったことを明かしている[7]。加藤と志村も放送期間中に『ひょうきん族』を全く見なかったことを明かしている（当時のビデオデッキは高額だったことも起因している）[4][18]。
- 1987年8月まで『ひょうきん族』のプロデューサーを務めていた横澤彪は、『全員集合』の視聴率を分刻みで分析していたことを明かしている他[7]、「タケちゃんマン」の放送時間帯に関しても、企画段階から前半コントと同じ時間帯では勝ち目がないと考え、「盆回り」が流れた後にゲストの歌1が開始した直後の時間帯に「タケちゃんマン」を放送することにした事を明かしている[19]。
- 志村は1989年10月の『ひょうきん族』終了に際し、「マスコミは騒いでいたが、実際のところ僕らは『全員集合』と『ひょうきん族』の視聴率競争とかにはあまり関心がなかった。『全員集合』と『ひょうきん族』は同じお笑いの番組だけど、笑いのつくり方が違うだけだと思っていたから。ドリフや僕なんかのコントは、ある程度計算していろんなところに伏線をはりながら笑いを仕掛けていくけど、『ひょうきん族』はそれと違うやり方をしていた」と、『全員集合』の視聴率が『ひょうきん族』を徐々に下回っていっても、『全員集合』自体の視聴率を気にしなかったことを明かしている[4]。高木も「『全員集合』と『ひょうきん族』は別のジャンルの番組で、『ひょうきん族』をライバルと思ったことはない」と語っている[14]。
- 高木は2022年6月に『さんまのまんま』に出演した際、番組終了に関して「『全員集合』は『ひょうきん族』に負けたから終わったという人がいるが、そうとは思っていない」「『ひょうきん族』に負けたとかじゃなくて、作り込んだ笑いを公開生放送で見せるスタイルが、番組としての役割を終えたってことなんじゃないかな。だから、さんまやたけしに対して、ヘンな感情なんてこれっぽっちもない」と語っている[20].
- 『ひょうきん族』のメインキャストであった明石家さんまも、「我々はドリフターズという横綱がいるから、小結あたりでちょろちょろと変化のある相撲を取りながら『ひょうきん族』を頑張って。ドリフがいるから『ひょうきん族』があった」と語っている[20]。2022年10月22日に放送されたMBSラジオの『MBSヤングタウン土曜日』においてもさんまは「ドリフの胸を借りるために…『全員集合』には勝ちたくなかった。視聴率で『全員集合』を抜いた時に残念がったくらいなんです。ああ、『全員集合』を抜いてしまったっていう…横綱でいて欲しかった」と語っている[21]。
- 当時は土曜日の生放送の後、日、月、火で地方営業に出向き同じセットで「全員集合」を再現していた時代もあった[22]。

## ネット局
※系列はネット終了時（打ち切り時はネット打ち切り時）のもの
| 放送対象地域  | 放送局                 | 系列                   | 備考 |
| ------------- | ---------------------- | ---------------------- | --- |
| 関東広域圏    | 東京放送 （TBS）       | TBS系列                | 【制作局】 現：TBSホールディングス（持株会社に移行。テレビ放送は新法人のTBSテレビが承継）                          |
| 北海道        | 北海道放送 （HBC）     | TBS系列                | |
| 青森県        | 青森テレビ （ATV）     | TBS系列                | 1974年10月5日にネット開始 1975年3月まではNET系列とのクロスネット局                                                 |
| 岩手県        | 岩手放送 （IBC）       | TBS系列                | 現：IBC岩手放送 |
| 宮城県        | 東北放送 （TBC）       | TBS系列                | |
| 福島県        | 福島テレビ （FTV）     | フジテレビ系列         | 1972年4月1日にネット開始、1983年9月24日に打ち切り 1983年3月まではTBS系列とのクロスネット局                         |
| 福島県        | テレビユー福島 （TUF） | TBS系列                | 試験放送期間中の1983年11月26日にネット開始 （正式には開局後の1983年12月10日から放送）                              |
| 山梨県        | テレビ山梨 （UTY）     | TBS系列                | 1970年4月の開局時から                                                                                              |
| 長野県        | 信越放送 （SBC）       | TBS系列                | |
| 新潟県        | 新潟放送 （BSN）       | TBS系列                | |
| 静岡県        | 静岡放送 （SBS）       | TBS系列                | |
| 中京広域圏    | 中部日本放送 （CBC）   | TBS系列                | 現：CBCテレビ |
| 石川県        | 北陸放送 （MRO）       | TBS系列                | |
| 近畿広域圏    | 朝日放送 （ABC）       | TBS系列                | 1975年3月29日まで 現：朝日放送グループホールディングス（持株会社に移行。テレビ放送は新法人の朝日放送テレビが承継） |
| 近畿広域圏    | 毎日放送 （MBS）       | TBS系列                | 1975年3月31日の腸捻転解消に伴う移行 1975年4月5日にネット開始                                                       |
| 岡山県 香川県 | 山陽放送 （RSK）       | TBS系列                | 1983年3月26日までの放送免許エリアは岡山県のみ 1983年4月2日からは相互乗り入れに伴い香川県でも放送 現：RSK山陽放送   |
| 鳥取県 島根県 | 山陰放送 （BSS）       | TBS系列                | 1972年9月16日までの放送免許エリアは島根県のみ 1972年9月23日からは相互乗り入れに伴い鳥取県でも放送                  |
| 広島県        | 中国放送 （RCC）       | TBS系列                | |
| 山口県        | テレビ山口 （tys）     | TBS系列/フジテレビ系列 | 1975年4月5日にネット開始 1978年9月まではテレビ朝日系列とのトリプルネット局                                         |
| 高知県        | テレビ高知 （KUTV）    | TBS系列                | 1970年4月の開局時から                                                                                              |
| 福岡県        | RKB毎日放送 （RKB）    | TBS系列                | |
| 長崎県        | 長崎放送 （NBC）       | TBS系列                | 1984年4月7日にネット開始                                                                                           |
| 熊本県        | 熊本放送 （RKK）       | TBS系列                | |
| 大分県        | 大分放送 （OBS）       | TBS系列                | |
| 宮崎県        | 宮崎放送 （mrt）       | TBS系列                | |
| 鹿児島県      | 南日本放送 （MBC）     | TBS系列                | |
| 沖縄県        | 琉球放送 （RBC）       | TBS系列                | 1969年11月1日よりネット開始。                                                                                      |

### ネットに関する備考
- TBS系列局以外への遅れネットはなく、原則同時ネットであった。
- 当時クロスネット局だった青森テレビ・福島テレビ・テレビ山口の3局は以下の対応が取られていた。
  - 青森テレビはNET系列メインのクロスネット局として開局したため、1974年9月までNET系列の番組を同時ネットしていたが、JNN正式加盟の半年前の1974年10月5日からネットを開始した[23]。
  - テレビ山口はフジテレビ系・NET系とのトリプルネット局として開局したため、1975年3月までフジテレビ系列の番組を同時ネットしていたが、1975年4月5日からネットを開始した。
  - 福島テレビは1971年10月に実施した福島中央テレビ（現在は日本テレビ系列）とのネット交換（福島テレビはNNN脱退ならびにJNN・FNS加盟）の半年後の1972年4月1日からネットを開始。1983年4月1日にTBS系列メインのクロスネット局からフジテレビ系フルネット局に再ネットチェンジ（JNN脱退・FNN加盟）したが、視聴者保護も兼ねて同年4月2日からはスポンサードネットにより放送していた。しかし同年10月1日のフジテレビ系フルネット局への完全移行に伴い、1983年9月24日放送分をもって打ち切りとなった（打ち切り後は『オレたちひょうきん族』を遅れネットから同時ネットに変更）。このため、福島県では1983年10月1日から11月19日まで本番組は未放送となっていたが、この年に開局したテレビユー福島が同年11月26日のサービス放送をもって福島県における放送を再開している。
  - 福島テレビは、1983年3月まで直後枠に自主制作枠である「うすい土曜劇場」を放送していたため、TBS系列局における直後番組であった『キイハンター』～『Gメン'75』は遅れネットで放送された他、1983年4月から9月までの直後枠はフジテレビの『ゴールデン洋画劇場』となった。
- 長崎放送は1984年3月まで日本テレビ系列の番組を同時ネットしていたが、1984年4月7日からネットを開始した。なお、長崎県ではテレビ長崎（現在はフジテレビ単独系列）において『オレたちひょうきん族』を初回から同時ネットしていたため、『ひょうきん族』から2年11カ月遅れてのネット開始となった他、長崎放送における『全員集合』の放送期間も1年半とネット局中最短となった。
- 青森テレビ・岩手放送・テレビ山口の3局は、本番組と『オレたちひょうきん族』の両方を放送していた。このうちテレビ山口は、『ひょうきん族』は、本番組直前枠である土曜19時から放送されていた。このため、テレビ山口は『お笑い頭の体操』→『クイズダービー』は未ネットとなった[注釈 33]。
- 本番組が放送されていた当時に民放が3局以上所在していた地域で、本番組と『オレたちひょうきん族』と裏番組同士とならなかったのは鹿児島県のみだった[注釈 34]。
- 『ドリフフェスティバル・全員集合ベスト100』は日本テレビ系列の秋田放送（ABS、秋田県）、福井放送（FBC、福井県）、南海放送（RNB、愛媛県）、当時はフジテレビ系列（1993年4月にテレビ朝日系列にネットチェンジ）だった山形テレビ（YTS、山形県）でも1986年～1987年頃に遅れネットされた。
- なお、未ネット地域の内、山形県ではテレビユー山形開局と同時に、富山県ではチューリップテレビ開局と同時に後継番組『加トちゃんケンちゃんごきげんテレビ』からネットを開始した。

## 備考
- 番組のオープニングテーマ曲のアレンジ版が「キリン淡麗グリーンラベル」のCMに使用されている。このCMには志村けんのほか、公募で選ばれた、ザ・ドリフターズのメンバーに容姿がよく似た外国人5人が出演している。2007年秋からは志村のヒゲダンスを使ったバージョンも放送された。
- エンディングテーマ曲は、2007年にグリコ「ポスカム」のCMに使用されている（こちらもアレンジ版）。
- 番組内のコント「志村けんのバカ殿様」のために番組スポンサーであるコナミ（現在のコナミグループ、コナミのゲーム諸権利はコナミデジタルエンタテインメントが継承）がファミリーコンピュータソフト『ハイパーオリンピック』のプレイヤーの片方が殿様となっている特別バージョンを製作している。コント内（1985年9月14日放送、サブタイトルは「志村の殿様！TVゲームに大興奮!?」）で志村がプレイする姿が好評だったため[8]、1986年1月4日に限定版として市販されている。
- 2012年[注釈 35]に、サントリーが当番組とのコラボキャンペーンを実施している[24]。
- 2020年2月10日放送、『歌のゴールデンヒット』にて、全員集合の最古の映像として、第1回の予告映像（ゲストのいしだあゆみとのコントの一部）が放送された。

## 関連ソフト
番組の映像ソフトは下記のタイトルが発売されている。制作著作・発売元：TBS、販売元：ポニーキャニオン。いずれも3枚組DVD-BOX。
- ザ・ドリフターズ結成40周年記念盤 8時だョ!全員集合（2004年1月7日発売 PCBX-50558）
- TBSテレビ放送50周年記念盤 8時だョ!全員集合 2005（2005年6月24日発売 PCBX-50718）
- 番組誕生40周年記念盤 8時だョ!全員集合 2008（2008年7月16日発売 豪華版：PCBX-50890、通常版：PCBX-50891）
- 8時だョ!全員集合 最終盤（2010年3月17日発売 豪華版：PCBE-63402、通常版：PCBE-63403）
- 8時だョ!全員集合 ゴールデンコレクション（2012年2月15日発売 豪華版：PCBE-63406、通常版：PCBE-63407）[注釈 36]
- 全体的に前半コントは1980年〜1984年の作品が比較的多く収録されている。後半コントも80年代の作品が多いが、荒井注時代や1970年代後半の作品もまんべんなく収録されている。1969年〜1971年の作品は一本も収録されていない。
- 第1集は33万本を超える大ヒットを記録し[25]、第4弾までで累計約74万本が出荷された[25]。

ゲストの歌唱シーンが収録されているソフトとしては以下のものがある。
- 麻丘めぐみ『Premium BOX 〜オリジナル・アルバム・コレクション〜』（2009年3月25日発売 ビクターエンタテインメント VIZL-324）付属DVDに『全員集合』出演時の映像を収録。
- 松本伊代『スイート16BOX〜オリジナル・アルバム・コレクション〜』（2009年9月23日 発売 ビクターエンタテインメント VIZL-346）付属DVDに『全員集合』出演時の映像を収録。
- 柏原芳恵『Live&Rarities CD+DVD BOX』（2010年7月21日発売 ユニバーサルJ UPCY-9196）付属DVDに『全員集合』出演時の映像を収録[26]。
- 植木等『植木等スーダラBOX』（2010年11月3日発売 発売元：TBS、販売元：ポニーキャニオン PCBE-63404）ディスク2に1979年4月28日放送分の一部映像（植木が「これで日本も安心だ」を歌う）を収録。
- 本田美奈子.『GOLDEN DAYS』（2011年10月26日発売 ユニバーサル TOCT-28012）付属DVDに『全員集合』出演時の映像を収録。
- 桜田淳子『Thanks 40 〜青い鳥たちへ』（2013年10月23日発売 ビクターエンタテインメント VIZL-568）付属DVDに『全員集合』出演時の映像を収録。
- キャンディーズ『キャンディーズ メモリーズ FOR FREEDOM』（2015年11月4日発売〈ネット通販限定〉 発売元：渡辺プロダクション・渡辺音楽出版・TBS、販売元：ソニー・ミュージックダイレクト DQBX-1222）ディスク2に『全員集合』出演時の歌唱映像のみを収録[27]。TBS番組の映像では他に『ザ・ベストテン』『歌のグランプリ』出演時の映像も収録している。
- 沢田研二『沢田研二 TBS PREMIUM COLLECTION』（2021年4月28日発売 ユニバーサル POBD-25094/100）ディスク1に『全員集合』出演時の歌唱映像を収録（約84分）。すべてTBS番組の映像で構成し、『ザ・ベストテン』『セブンスターショー』などの音楽番組はもちろん『日本レコード大賞』に出演した当時の映像も収録[注釈 37]。なお、ディスク2「on TV」編には『加トちゃんケンちゃんごきげんテレビ』で1回だけ歌唱した映像も収録されている[28]。

## オンデマンド配信
2013年6月15日からTBSオンデマンドで、23回分のオープニングからエンディングまでノーカットでの配信が行われた。2016年現在、計62回分の映像が配信されている。
2016年現在、1969年 - 1971年、1973年 - 1977年の映像は1回分も配信されていない。またOPテロップはスタッフ名を省いてのニュープリント、EDは「次回の出演者」テロップは省いていた。
TBSオンデマンドが2018年6月30日をもってサービスを終了したが、それに先駆け2018年4月1日から動画配信サイト｢Paravi｣で視聴可能となっている。2019年11月1日からはAmazonプライム・ビデオでも視聴可能となった。

## TBSチャンネルでの再放送
2020年12月31日〜2021年1月1日にかけて、CS放送・TBSチャンネル2において『全員集合』初のCS再放送が行われた。12月31日20時より1月1日10時まで約14時間に亘り編成、この時は1979年12月15日（第502回）から1985年6月8日（第787回）までが放送された。
オンデマンド配信と同様、OPテロップはスタッフ名を省いてのニュープリント、EDの「次回の出演者」テロップは省略されている。なお、当時のエンドカード（「8時だョ!全員集合 おわり」と書かれたもの）はそのまま放送されている。
2021年2月7日より週1回、日曜 9:00 - 10:00の枠で放送されていた（特別編成時は休止）。放送順は同様に15回分（第502回〜第787回）で、15回全て放送した後に再び第502回から放送。2022年3月1日より2023年3月31日まで平日 0:00 ｰ 1:00の枠で放送されていた（特別編成時は休止）。放送順は同様に45回分。